# 榄斑眶棘鲈
榄斑眶棘鲈（学名：Scolopsis xenochrous，又名藍帶眶棘鱸，俗名欖斑赤尾冬、赤尾冬仔）为輻鰭魚綱鱸形目金線魚科眶棘鲈属的一個鱼类品種，俗名榄斑赤尾冬。分布于台湾恆春等，多生活于岩礁海域。该物种的模式产地在Misool群岛、印度尼西亚。

## 分布
本魚分布於印度西太平洋區，包括安達曼群島、印度、印尼、臺灣、澳洲、馬來西亞、馬爾地夫、菲律賓、巴布亞紐幾內亞、所羅門群島、斯里蘭卡、越南等海域。

## 特徵
榄斑眶棘鲈体长可达21公分，體側扁，體色艷麗，魚體背部為亮藍色，腹部銀白色，眼後方沿背鰭基底具一淺藍縱紋，胸鰭基部上方有一淺藍斜帶，體後半部具黃白色雲狀斑塊，尾鰭凹形，背鰭硬棘10枚、軟條9枚；臀鰭硬棘3枚、軟條7枚。

## 習性
榄斑眶棘鲈生活於5至50公尺深之海域。，棲息於礁沙混合區，游泳方式特殊，以一游一停方式活動，屬]]肉食性，主要以底棲甲殼類 為食。

## 經濟利用
可做為食用魚及觀賞魚。